# Pays de Cuijk

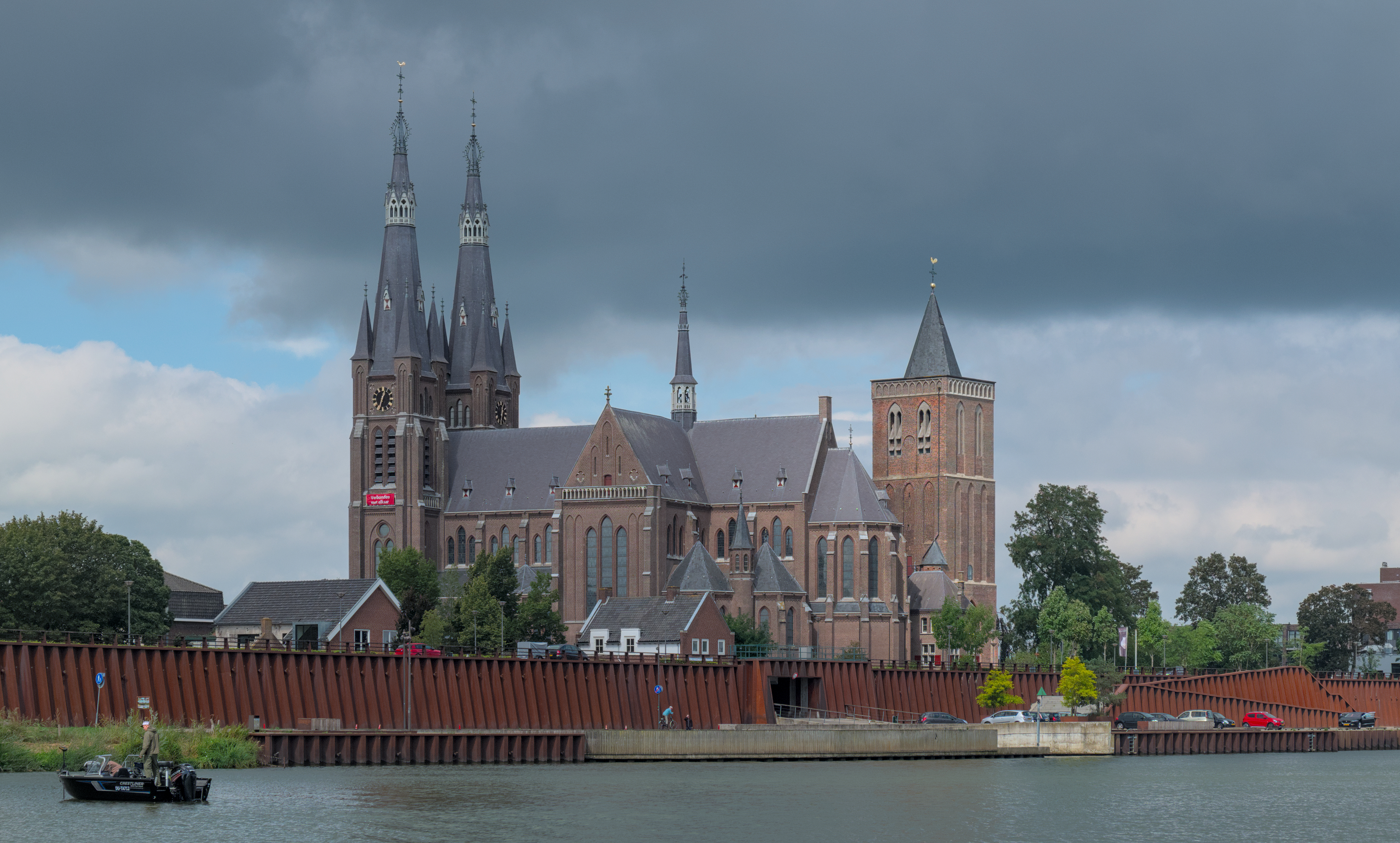
Sint-Martinuskerk (Cuijk, NL)

Pays de Cuijk (en néerlandais : Land van Cuijk) est une commune néerlandaise située dans l'est de la province de Brabant-Septentrional. La commune est créée le 1er janvier 2022 par la fusion des communes de Boxmeer, Cuijk, Grave, Mill en Sint Hubert et Sint Anthonis.